# Défi de Bonn

Logo du Défi de Bonn (Bonn Challenge).

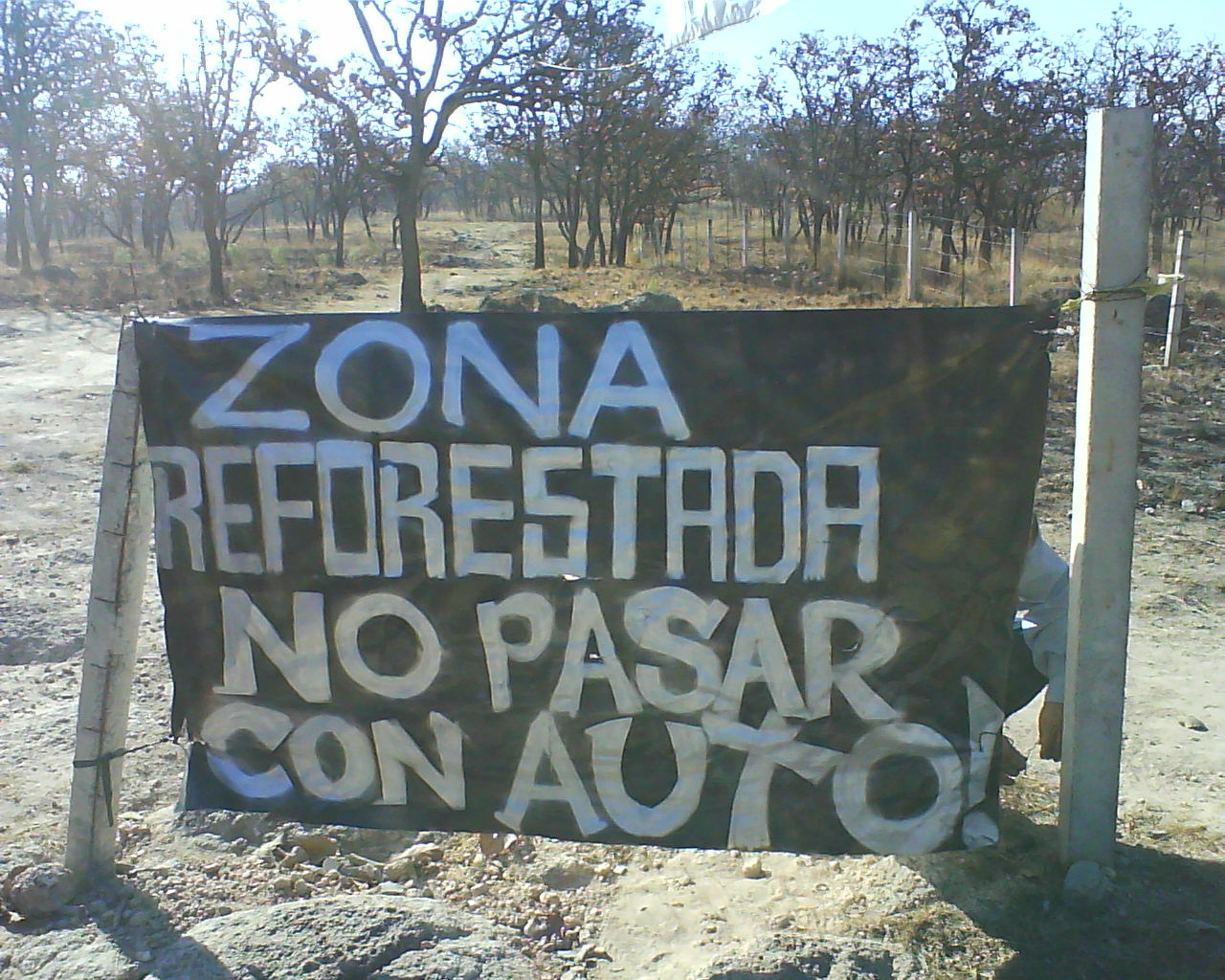
Restauration de la forêts feuillue de Nixticuil, dans la municipalité de Guadalajara (État de Jalisco, Mexique) ; jeunes chênes (ici défoliés en saison sèche). Pour protéger le sol, les radicelles et les éventuelles jeunes pousses, un panneau invite les véhicules à ne pas circuler dans le secteur reboisé.

Le Défi de Bonn est un effort mondial de reboisement de terres dégradées et déboisées. 
Il visait d'abord à restaurer - en moins d'une décennie (2011 et 2020) -  150 millions d'hectares de paysages forestiers. Puis la Déclaration de New York sur les forêts (lors du Sommet sur le climat de 2014) a réaffirmé l’objectif du Défi tout en lui ajoutant 200 millions d’hectares supplémentaires (à horizon 2030). Cette déclaration a par la suite été approuvée par plus de 100 gouvernements, organisations de la société civile et organisations autochtones et entreprises privées (UNASYLVA, 2014). 
L'objectif est donc désormais de reboiser 350 millions d’hectares avant 2030. 
Ce défi s'inscrit dans l'effort mondial pour le climat, mais aussi dans d'autres objectifs de soutenabilité du développement, portés par l'ONU.
Les parties prenantes sont des gouvernements, mais aussi des organisations, des coalitions, les entreprises ou d'autres entités propriétaires ou gestionnaires de terres. Pour participer, elles enregistrent leurs engagements auprès du Secrétariat du Défi de Bonn (secrétariat confié à l'UICN). Les promesses sont affichées et généralement annoncées dans le cadre d’un événement.

## Historique
Le défi est notamment parti du constat fait par Costanza et al. (2014) que la dégradation et la reconversion des terres ont causé « une perte estimée à entre 4,3 et 20,2 mille milliards de dollars US par an en valeur de biens et services écosystémiques. Plus directement, 1,5 milliard de personnes sont affectées par plus de 2 milliards d’hectares de terres dégradées et déboisées », et on sait que la dégradation des sols et de l'eau entraîne un cercle vicieux de pauvreté et de dégradation de l'environnement et de la santé publique et environnementale.  
Le défi a été conjointement organisé par l'Allemagne et l'Union internationale pour la conservation de la nature (UICN) et lancé à Bonn le 2 septembre 2011, en collaboration avec le Partenariat mondial sur la restauration forêts/paysages (PMRF ou GPFLR pour les anglophones), et pour contribuer aux « ODD » (objectifs de développement durable établis lors des conventions de Rio et aux autres résultats du Sommet de la Terre de 1992 (Conférence des Nations unies sur l'environnement et le développement de juin 1992, à Rio), aux Objectifs d'Aichi de la Convention sur la diversité biologique (CDB), l’objectif de la REDD+ (Réduction des émissions issues de la déforestation et la dégradation) de la Convention-cadre des Nations Unies sur les changements climatiques et de l’Accord de Paris sur le climat.
Depuis 2011, le Partenariat mondial pour la restauration des paysages forestiers apporte un soutien politique et technique mondial à la mise en œuvre du projet. Et l’UICN (qui en est membre) apporte son soutien scientifique et technique via certains de ses partenaires et via ses centres régionaux sur la restauration des paysages forestiers (basés à Kigali, Yaoundé, Bangkok, San José, Quito, Suva et Washington D.C.). Dans chaque pays les acteurs locaux s'organisent pour la mise en œuvre et le suivi.
En 2014, lors du Sommet mondial sur le climat des Nations unies, une Déclaration de New York sur les forêts a été adoptée par plus de 100 gouvernements, ONG et entreprises privées, approuvant l’objectif 2020 du Défi de Bonn et lui fixant une suite et une nouvelle cible pour 2030 : 350 millions d’hectares reboisés.
Des réunions régionales ministérielles latino-américaines ont eu lieu à El Salvador (août 2015) et à Panama (août 2016) puis au Honduras (Juin 2017), au Guatemala (2018) et à Cuba (2019)  ;
Une réunion ministérielle a concerné l’Afrique de l’Est, centrale et de l’Ouest en 2016 (Kigali) ;
Une réunion ministérielle a concerné l’Asie Pacifique en mai 2017 ;
La Déclaration de Kigali encourage la restauration à échelle pan-africaine.
Au niveau mondial le Mécanisme RPF de la FAO et l’Initiative pour la restauration des écosystèmes forestiers de la CDB soutiennent le Défi de Bonn et des plateformes de collaboration régionales sont nées :  AFR100 en Afrique, 20x20 en Amérique latine, de même à des niveaux plus régionaux : l'Engagement d’Agadir et l’Initiative pour la restauration des paysages forestiers africains (AFR100).
Mi-2017, 44 gouvernementsétaient engagés dans le Défi. Hors de la ceinture tropicale, les États-Unis touchés par d'importantes sécheresses et incendies de forêt se sont aussi impliqués dans la restauration d'écosystèmes forestiers, via l'USDA Forest Service, en restaurant 12,3 millions d'hectares (chiffre publié fin 2018) dans le cadre de son engagement de 15 millions d'hectares dans le cadre du Défi de Bonn.
En 2019 alors que 43 pays tropicaux et subtropicaux sont engagés dans le projet, des scientifiques alertent dans la Revue Nature sur le fait qu'une partie de ces boisement a une vocation trop prioritairement économique de commerce du bois, qui peut nuire à l'efficacité du projet pour le climat. Ils estiment que la restauration de forêts naturelles (plutôt qu’augmenter les surfaces dédiées à la sylviculture) est le meilleur moyen d'éliminer le carbone atmosphérique et permettrait d’atteindre d’objectif de 1,5 °C, mais que les projets visant à tripler la superficie des plantations, tels qu'ils sont actuellement prévus, c'est-à-dire avec une vocation d'exploitation du bois dans 50 % des cas environ, ne permettront pas d'atteindre l'objectif climatique de l'Accord de Paris (ne pas dépasser +1,5 °C en 2100). Ces chercheurs appellent la communauté de la restauration, les experts forestiers et les décideurs politiques à donner - dans le cadre du Défi de Bonn - la priorité à la régénération d'écosystèmes forestiers naturels, et non à d’autres types de plantation d’arbres de rente, en permettant aux sols perturbées de retrouver leur état antérieur riche en carbone. Ceci implique d’agir vite, avec rigueur et dans la transparence, en étant clair sur les compromis pris pour les différentes utilisations des terres. Ils recommandent de rediriger les efforts vers la restauration de forêts naturelles tropicales et subtropicales, les  plus intéressantes pour stocker rapidement du carbone. C’est là que se sont la plupart des engagements en matière de restauration des forêts. Les terres y sont disponibles à coût raisonnable. Les arbres y ont généralement peu d’effet négatifs sur l’albédo à l’inverse de ce qui se passe dans les régions où il neige en hiver (le tapis de neige reflète l’énergie solaire et aide à rafraîchir la planète). Ils rappellent qu'une bonne gestion forestière converge effectivement avec les objectifs de développement durable de l’ONU ; notamment les objectifs 1 (pas de pauvreté), 6 (eau salubre), 11 (collectivités durables), 13 (action pour le climat) et 15 (vie sur terre).

## Résultats
En 2013, plus de 20 millions d'hectares de terres avaient été promis à la restauration de pays tels que le Brésil, le Costa Rica, El Salvador, les États-Unis et le Rwanda. La Corée du Sud, le Costa Rica, le Pakistan, la Chine, le Rwanda et le Brésil se sont lancés dans des programmes de restauration réussis de paysages.
En 2017, les engagements pris pour restaurer les paysages forestiers couvraient déjà plus de 160 millions d’hectares.
La promesse du Khyber Pakhtunkhwa, au Pakistan, est la première promesse infranationale, la première promesse à être pleinement mise en œuvre et la première à avoir été augmentée.
En 2020, les engagements atteignaient 210 millions d'hectares. Fin 2022, l'engagement mondial approchait les 230 millions d'hectares. En 2025, ces engagements atteignent 233 526 080 hectares.

## Avantages attendus
Avantages économiques : l'UICN estime que réaliser la première tranche (150 millions d’hectares dégradés reboisés) du Défi générerait un bénéfice économique net d'environ 84 milliards de dollars/an, susceptibles d'améliorer les ressources des communautés rurales concernées. Le projet tel qu'initié prévoyait qu'environ 90 % de cette valeur est potentiellement commercialisable, au profit d'emplois locaux. La réalisation de la seconde tranche (objectif total de 350 millions d’hectares) devrait générer quant à elle environ 170 milliards de dollars/an de bénéfices nets. Des bénéfices secondaires, difficiles à évaluer, sont les coûts évités par la restauration et protection de l'eau, des sols, à l'échelle de bassins versants parfois, l’amélioration du rendement agricole et des produits forestiers.  
Avantages climatiques : l'autre grand avantage du projet est de contribuer à restaurer un puits de carbone capable de réduire significativement l'écart entre le taux de dioxyde de carbone de l'atmosphère et celui visé par les conventions et protocoles internationaux sur le climat (réduction de 11 à 17 % rien qu'en relevant le Défi), en stockant jusqu’à 1,7 gigatonnes de CO2 équivalent par an. 

## Voir également

### Informations complémentaires, par grande zone géographique
- Le Challenge de Bonn en Asie (fr)
- Le Challenge de Bonn en Amérique latine (en)
- Le Challenge de Bonn en Amérique latine (es)
- Le Challenge de Bonn en Afrique (fr)